# Демократска Република Јемен
Демократска Република Јемен (арап. جمهورية اليمن الديمقراطية) била је краткотрајна република, проглашена у мају 1994. године.
Председник ДР Јемена био је Али Салим ел Беид, а премијер Хајдар Абу Бакр ел Атас. Оснивање ове државе представљало је одговор на слабљење положаја Југа у јеменском грађанском рату 1994. године. Новопроглашена држава није успела да задобије међународно признање, упркос симпатијама и заузимању Саудијске Арабије. Осим чланова Социјалистичке партије Јемена, као што су били ел-Беид и Атас, у владу су биле укључене и неке угледне личности из историје Јужног Јемнеа, као што је био Абдалах ел Аснај, који се противио једнопартијској владавини СПЈ у бившој Народној Демократској Републици Јемен.
Отцепљење Југа извршено је након неколико недеља борбе која је започела 27. априла, а сама република трајала је од 21. маја до 7. јула 1994. године. Грађански рат и постојање ДР Јемена завршили су пошто су владине снаге освојиле Мукалу и Аден.